# Samuli Aro
Samuli Aro   (Järvenpää, 12 d'abril de 1975) és un pilot d'enduro finlandès, cinc vegades Campió del Món i cinc vegades guanyador del Trofeu als ISDE com a membre de l'equip finlandès.
Aro debutà al Campionat del Món el 1998 i obtingué el seu primer títol mundial el 2002 amb Husqvarna a la categoria de 250 cc. Un cop hagué canviat a KTM per al 2003, acabà segon darrere l'oficial d'Honda Stefan Merriman. Tot seguit, guanyà tres campionats d'una tacada: el 2004 en categoria E3 i el 2005 i 2006 en E2. El 2008, després del subcampionat rere Mika Ahola del 2007, Aro renovà el seu títol a categoria E2, esdevenint així un dels pocs pilots d'enduro que han guanyat cinc Campionats del Món.

## Palmarès
| Any             | Motocicleta     | Campionat del Món d'enduro | Campionat del Món d'enduro | Campionat del Món d'enduro | Campionat del Món d'enduro | Campionat del Món d'enduro | ISDE W. Trophy |  |
| Any             | Motocicleta     | 125cc                      | 250cc                      | E2                         | E3                         | P1                         | ISDE W. Trophy |  |
| --------------- | --------------- | -------------------------- | -------------------------- | -------------------------- | -------------------------- | -------------------------- | -------------- |  |
| 1998            | Yamaha          | 19è                        | -                          | -                          | -                          | 0                          |                |  |
| 1999            | Yamaha          | 9è                         | -                          | -                          | -                          | 0                          | 1r             |  |
| 2000            | Yamaha          | -                          | 8è                         | -                          | -                          | 0                          | 18è            |  |
| 2001            | Husqvarna       | -                          | 3r                         | -                          | -                          | 3                          | 16è            |  |
| 2002            | Husqvarna       | -                          | 1r                         | -                          | -                          | 11                         | 1r             |  |
| 2003            | KTM             | -                          | 2n                         | -                          | -                          | 5                          | 1r             |  |
| 2004            | KTM             | -                          | -                          | -                          | 1r                         | 11                         | 1r             |  |
| 2005            | KTM             | -                          | -                          | 1r                         | -                          | 5                          | 2n             |  |
| 2006            | KTM             | -                          | -                          | 1r                         | -                          | 6                          | 1r             |  |
| 2007            | KTM             | -                          | -                          | 2n                         | -                          | 2                          |                |  |
| 2008            | KTM             | -                          | -                          | -                          | 1r                         | 5                          |                |  |
| 2009            | KTM             | -                          | -                          | -                          | 4t                         | 0                          | 3r             |  |
| Total victòries | Total victòries |                            |                            |                            |                            | 48                         |                |  |
| Total títols    | Total títols    | 0                          | 1                          | 2                          | 2                          |                            | 5              |  |
|                 |                 | 5 mundials                 |                            |                            |                            |                            |                |  |

Notes
1. ↑   La classificació consignada als ISDE fa referència a la posició final obtinguda per l'equip estatal
2. ↑   A P1 s'hi compten les victòries aconseguides en Grans Premis puntuables per al Campionat del Món